# 야쿠리구치역
야쿠리구치역(일본어: 八栗口駅)은 일본 가가와현 다카마쓰시에 위치한 시코쿠 여객철도 고토쿠 선의 철도역이다. 역 번호는 T21이며, 상대식 승강장 2면 2선의 구조를 가진 지상역이다.

## 이용 현황
| 승차 인원 추이 | 승차 인원 추이 |
| 연도           | 1일 평균       |
| -------------- | -------------- |
| 2008           | 296            |
| 2009           | 301            |
| 2010           | 309            |
| 2011           | 311            |

## 역 주변
- 다카마쓰 시청 무레 지소
- 국도 제11호선
- 다카마쓰코토히라 전기 철도 시도 선 오마치역

## 역사
- 1961년 9월 1일 : 개업.
- 1987년 4월 1일 : 일본국유철도 분할 민영화에 의해, 시코쿠 여객철도가 승계.
- 1998년 3월 14일 : 교행 설비 증설에 의해 현재 위치에 이전.

## 인접 역
| 시코쿠 여객철도                       | 시코쿠 여객철도 | 시코쿠 여객철도               |
| ------------------------------------- | --------------- | ----------------------------- |
| T 22 후루타카마쓰미나미 다카마쓰 방면 | 고토쿠 선       | 사누키무레 T 20 도쿠시마 방면 |